# Взрыв в турецком консульстве в Мельбурне
Взрыв в турецком консульстве в Мельбурне — террористический акт, совершённый в австралийском городе Мельбурн 23 ноября 1986 года.
Начинённый взрывчаткой автомобиль взорвался в подвале автостоянки, убив одного из организаторов взрыва Акопа Левоняна. Ответственность взяла на себя ранее неизвестная группа, называющая себя «Греко-Болгаро-Армянский Фронт (ГБАФ)».
Сообщник погибшего Левон Демирян был задержан при попытке выехать в Ливан. После 13-дневного судебного разбирательства, Демирян был признан виновным в организации взрыва и приговорён к 25 годам тюремного заключения с 10 лет минимума. Апелляционный суд снял с него обвинения в убийстве, оставив в силе приговор относительно заговора с целью причинения смерти другим людям, и он отсидел 10 лет.